# Trasselsudd
Trasselsudd är två tecknade TV-serier för barn, en med start 1990 på brittisk TV och en med start 1995 på amerikansk TV. Originaltiteln är What-a-mess.

## Handling
Serierna handlar om den ovårdade och otursförföljda afghanhunden Trasselsudd vars egentliga namn är Prins Amir av Kinjan. 

## Om serierna
Serierna bygger på en serie populära humoristiska böcker av Frank Muir som gavs ut mellan 1977 och 1990. Muir medverkade även som berättare i den brittiska versionen och som en äldre hund i den amerikanska versionen. Den senare versionen av serien producerades av Disney. Båda versionerna byggde på illustrationer av Joseph Wright. Enligt Internet Movie Database finns det även en tredje serie, som gjordes av BBC redan 1980, men som nu är i stort sett bortglömd.